# Mela Hesenê Bateyî
Mela Hesenê Bateyî, kurdski pesnik, * 1417, † 1491.
Njegovo najbolj znano delo Mewlûda Kurmancî se je uporabljal kot učbenik za kurdščino in je še zmeraj priljubljena med muslimanskimi Kurdi v severnem Kurdistanu.